# 12 Batalion Dowodzenia

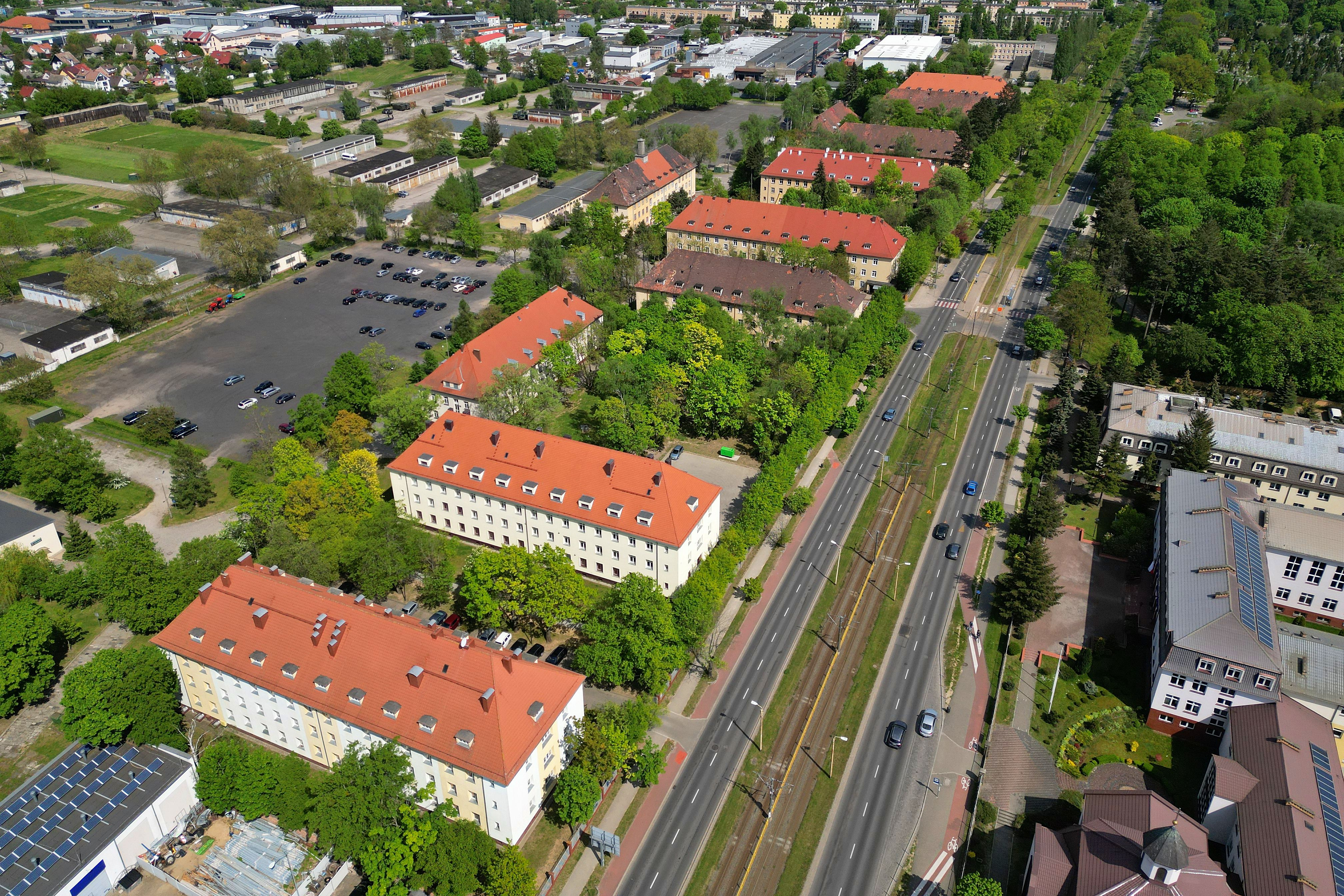
Koszary 12 bdow przy ul. Łukasińskiego w Szczecinie

12 batalion dowodzenia Ułanów Podolskich (12 bdow) – pododdział dowodzenia Wojska Polskiego.
Batalion jest jednostką wspomagającą proces dowodzenia 12 Szczecińskiej Dywizji Zmechanizowanej im. Bolesława Krzywoustego, a do podstawowych zadań batalionu należy zapewnienie łączności na szczeblu taktycznym dywizji. Stacjonuje w Szczecinie.

## Formowanie batalionu
Batalion został sformowany w 1994 poprzez połączenie dotychczas samodzielnych dotąd pododdziałów 12 Szczecińskiej Dywizji Zmechanizowanej:
- 33 batalionu łączności,
- kompanii ochrony i regulacji ruchu,
- 27 kompanii dowodzenia szefa OPL,
- 87 baterii dowodzenia szefa artylerii,
- orkiestry[4].

## Tradycje batalionu

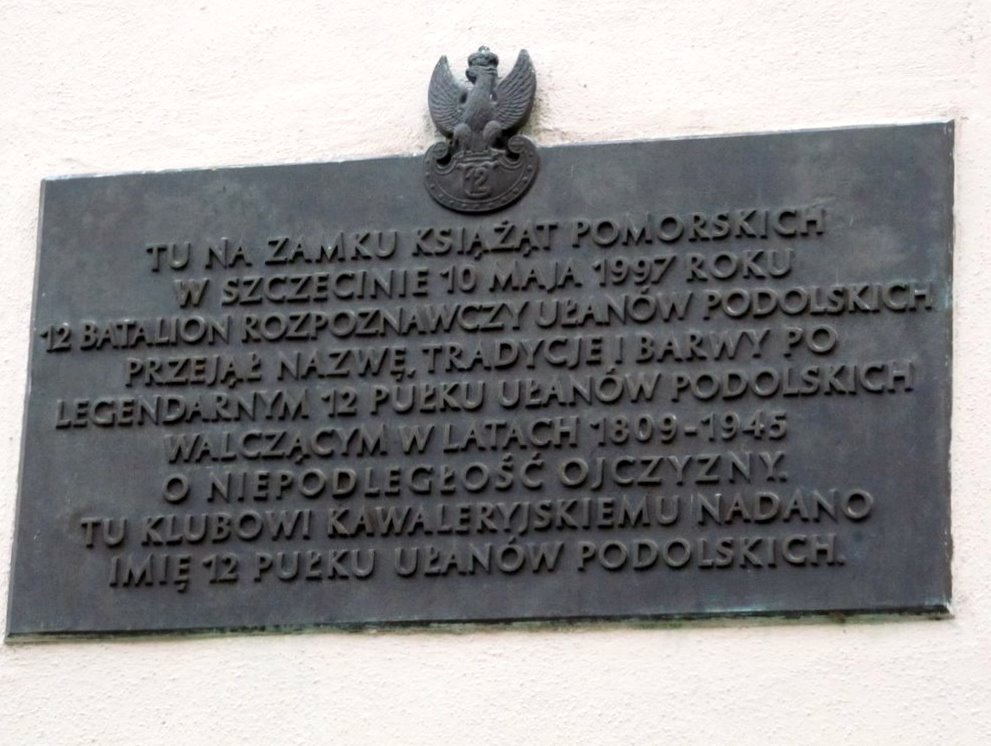
Tablica pamiątkowa

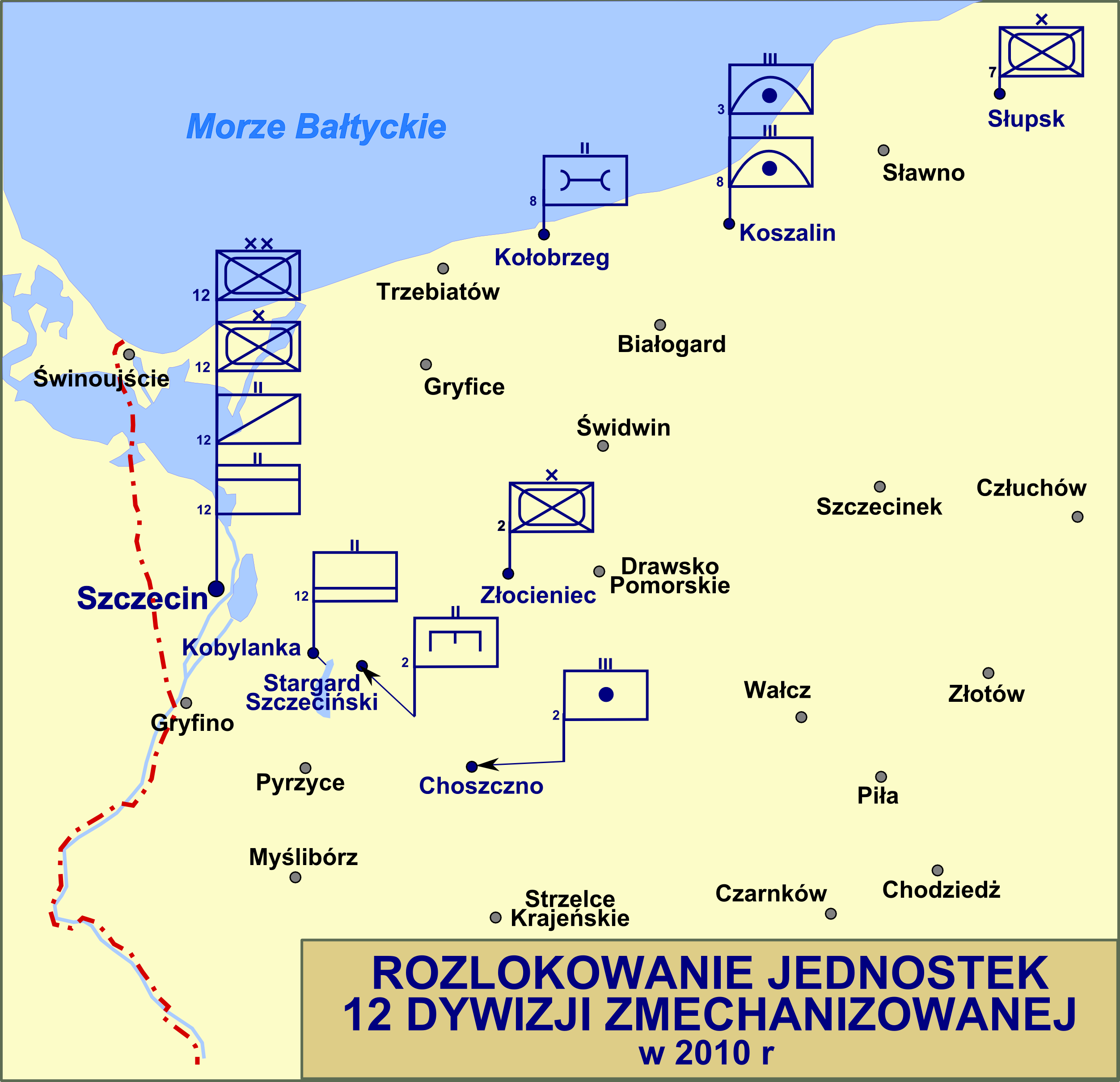
Rozlokowanie jednostek 12 DZ w 2010 r

Zgodnie z Decyzją Nr 54/MON Ministra Obrony Narodowej z 15 maja 1995 roku, batalion przejął dziedzictwo i z honorem kontynuuje tradycje:
- 4 kompanii telefonicznej 12 Dywizji Piechoty (1920–1939),
- 19 samodzielnego batalionu łączności (1945–1946),
- 33 samodzielnej kompanii łączności (1946–1949),
- 87 baterii dowodzenia szefa artylerii 12DZ (1961–1994),
- samodzielnej kompanii radiotechnicznej (1962–1973),
- 27 kompanii dowodzenia szefa obrony plot. (1973–1994),
- kompania ochrony i regulacji ruchu (1968–1994),
- 33 samodzielnego batalionu łączności (1949–1994).

22 lutego 2011 roku Minister Obrony Narodowej nadał batalionowi nazwę wyróżniającą „Ułanów Podolskich”, ustanowił dzień 7 maja dorocznym świętem jednostki oraz nakazał przyjąć i z honorem kultywować dziedzictwo tradycji:
- 12 pułku ułanów Księstwa Warszawskiego 1809–1812,
- 12 pułku ułanów Królestwa Kongresowego,
- 1 chorągwi Kirasjerów Polskich 1917,
- 7 pułku ułanów (III Korpus Polski) 1918–1919,
- 12 pułku Ułanów Podolskich 1919–1947,
- 1 szwadronu 12 pułku Ułanów Podolskich AK 1940–1944,
- 2 szwadronu 12 pułku Ułanów Podolskich AK 1941–1944,
- 16 batalionu rozpoznawczego 1955–1961,
- 56 kompanii specjalnej 1961–1967,
- 16 batalionu rozpoznawczego 1967–1994,
- 12 batalionu rozpoznawczego Ułanów Podolskich 1994–2010.

## Odznaka pamiątkowa

### Pierwszy wzór
Odznaka o wymiarach 42x42 mm ma kształt krzyża Ruperta o złotych krawędziach. Ramiona z granatowym pasem wzdłuż brzegów wypełnione są czarną emalią. Między ramionami krzyża umieszczono złote błyskawice. W centrum nałożona jest tarcza z herbem Szczecina w białej obwódce. Pod nią na białej wstędze, widnieje złoty napis BATALION DOWODZENIA. Pod wstęgą, na dolnym ramieniu krzyża, numer 12.

Zaprojektowana przez Mirosława Borowskiego, wykonana została w pracowni grawerskiej Andrzeja Panasiuka w Warszawie

### Obecny wzór

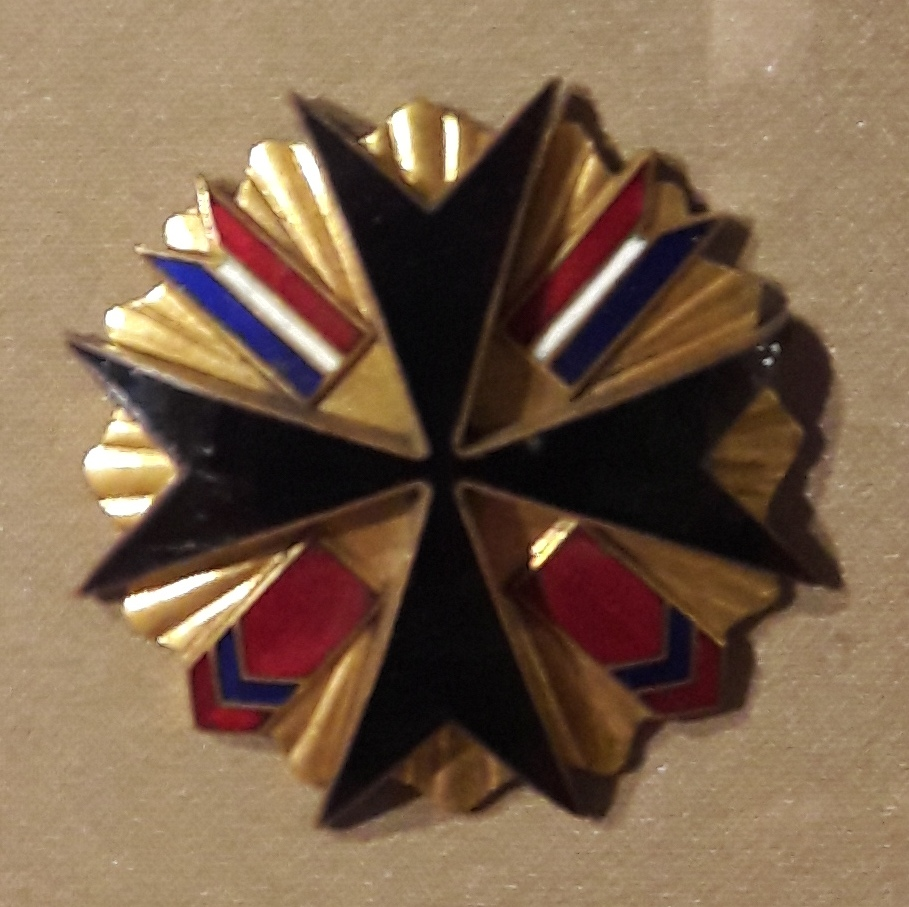
Odznaka 12. Pułku Ułanów Podolskich

Odznaka wprowadzona w 2014 jest repliką historycznej odznaki 12. Pułku Ułanów Podolskich, którego tradycje dziedziczy 12 bdow w Szczecinie. Odznaka jest dwuwarstwowa. Pierwszą warstwę stanowi złote słońce o 16 promieniach – herb Podola. Na tle słońca umieszczony jest emaliowany, czarny krzyż maltański (znak żałoby po poległych żołnierzach). Pomiędzy ramionami krzyża, na górnych polach znajdują się dwa emaliowane proporczyki 12. Pułku Ułanów Podolskich skierowane wcięciami w górę. Proporczyki są barwy amarantowo-granatowej z białym paskiem przez środek. Natomiast na dolnych polach znajdują się dwie patki koloru amarantowego z granatowym, łamanym paskiem, noszone w latach 1917-1918 w 7 pułku ułanów III Korpusu Polskiego w Rosji.

Insygnia 12 bdow
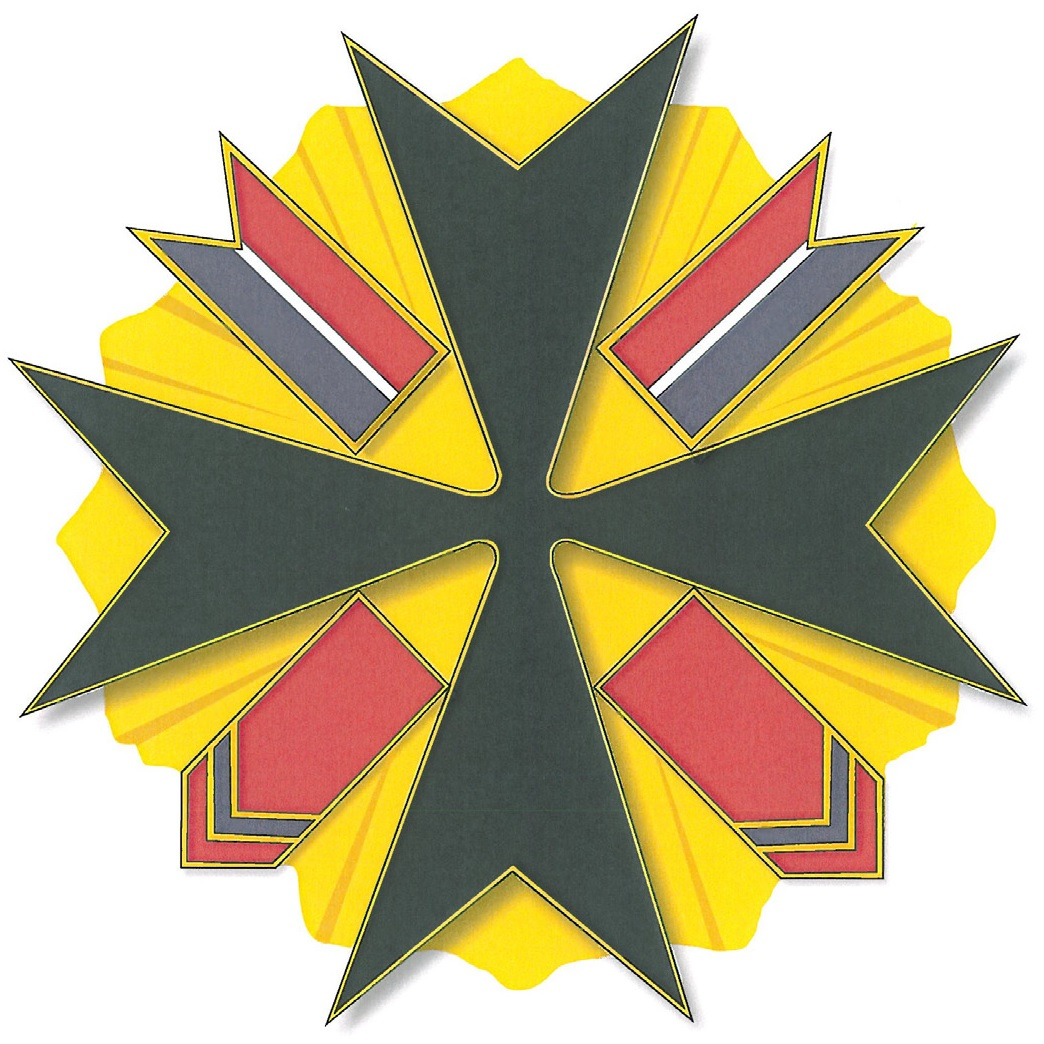
Odznaka pamiątkowa (wzór 2014)
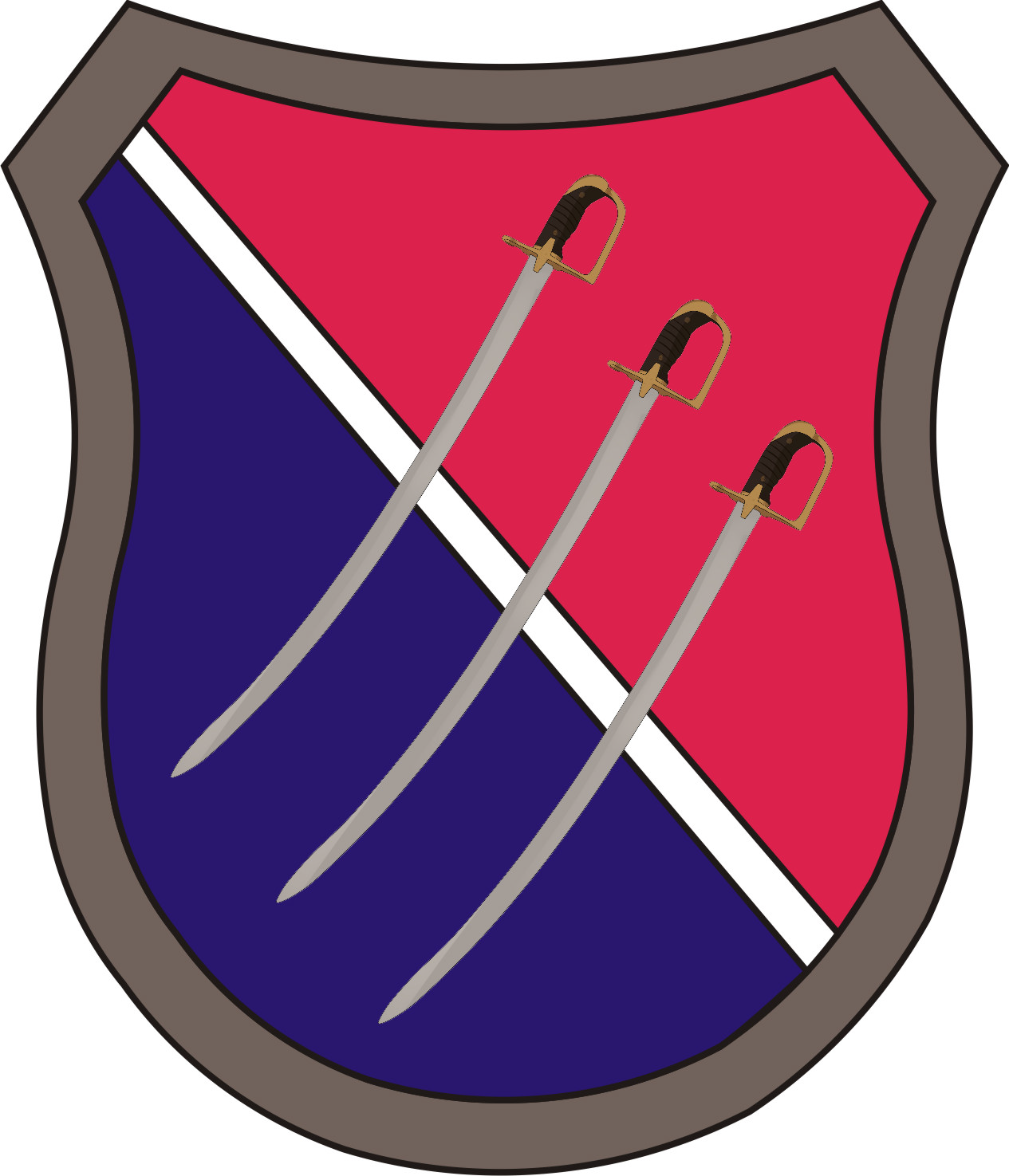
Oznaka rozpoznawcza na mundur wyjściowy
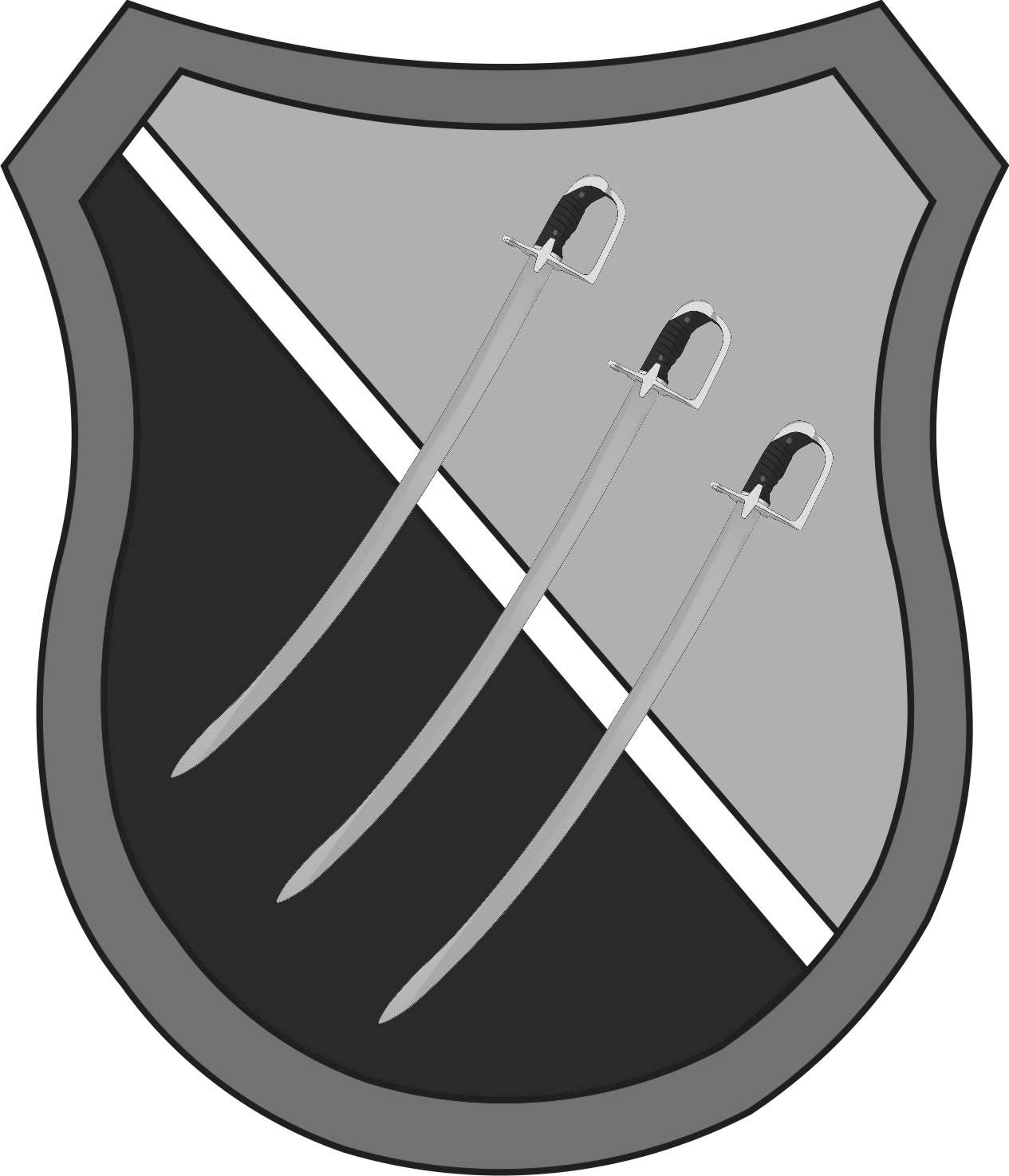
Oznaka rozpoznawcza na mundur polowy
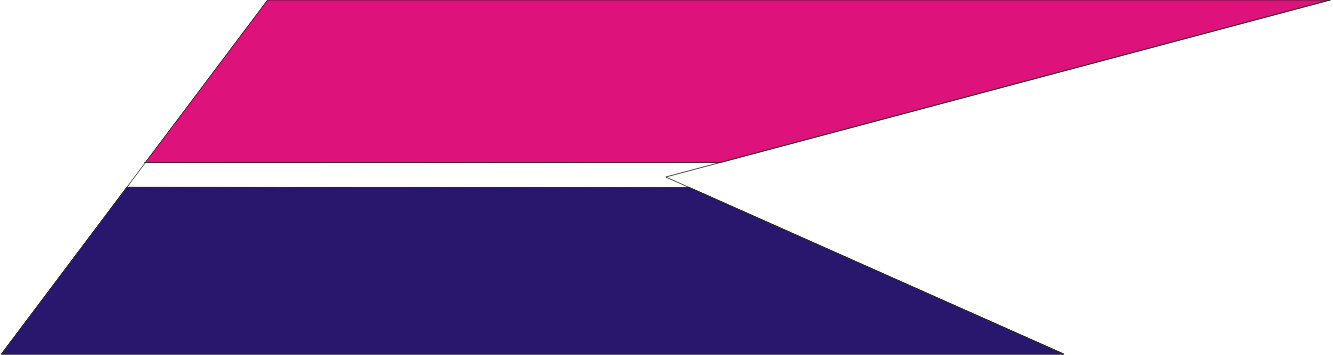
Proporczyk na beret

## Dowódcy batalionu
- ppłk Stanisław Piotrowski
- mjr Leszek Mikołajczyk
- ppłk Jacek Siarkowski
- ppłk Józef Nowak
- ppłk Artur Standio[10]
- ppłk mgr Andrzej Wojciechowski (2017)
- ppłk Tomasz Romanowski (2017−2021[11])
- ppłk Mariusz Lewczuk (2021 - 2023)
- ppłk Krzysztof Barszczewski (2023 - obecnie)